# Marek Waszkiel
Marek Waszkiel (ur. 8 października 1954 w Czarnej Wsi Kościelnej) – polski historyk teatru lalek, krytyk teatralny i pedagog.

## Życiorys
Absolwent polonistyki na Uniwersytecie Warszawskim (1976). W latach 1977–2005 związany z Instytutem Sztuki Polskiej Akademii Nauk, gdzie uzyskał doktorat (Teatr lalek w Polsce do 1945 roku, 1989) oraz habilitację (Dzieje teatru lalek w Polsce 1944-2000, 2013). Ponadto pełnił funkcję  prorektora Akademii Teatralnej im. Aleksandra Zelwerowicza w Warszawie ds. Wydziału Sztuki Lalkarskiej, gdzie do dziś pracuje na stanowisku profesora zwyczajnego. 
Pełnił funkcję dyrektora naczelnego i artystycznego Białostockiego Teatru Lalek (2005–2012) oraz Teatru Animacji w Poznaniu (2014–2017). Jest laureatem licznych nagród w dziedzinie teatru oraz krytyki teatralnej, między innymi Nagrody Sekcji Krytyków Teatralnych PO ITI za popularyzację polskiego teatru na świecie (wraz z Białostockim Teatrem Lalek, 2011), Nagrody Polskiego Towarzystwa Badań Teatralnych za książkę Dzieje teatru lalek w Polsce 1944-2000 (2013) oraz Nagrody Polskiego Ośrodka ASSITEJ dla krytyka teatru dla dzieci i młodzieży (2013).
Odznaczony Złotym Krzyżem Zasługi (2002), Krzyżem Kawalerskim (2017) i Oficerskim (2024) Orderu Odrodzenia Polski, Srebrnym i Złotym Medalem „Zasłużony Kulturze Gloria Artis” (2010, 2021) oraz Medalem Komisji Edukacji Narodowej (2011).

## Publikacje
- Dzieje teatru lalek w Polsce: (do 1945 roku), Polska Akademia Nauk. Instytut Sztuki, Warszawa 1990
- Jan Wilkowski: dokumentacja działalności, Pracownia Dokumentacji Teatru Lalek przy Teatrze Lalek Arlekin, Łódź 1995
- Bogumił Pasternak: dokumentacja działalności, Polunima; Pracownia Dokumentacji Teatru Lalek przy Teatrze Lalek Arlekin, Łódź 2000
- Białostocki Teatr Lalek, BTL, Białystok 2011
- Dzieje teatru lalek w Polsce 1944-2000, Akademia Teatralna im. Aleksandra Zelwerowicza, Warszawa 2012
- Teatr lalek w dawnej Polsce, Akademia Teatralna im. Aleksandra Zelwerowicza, Warszawa 2018